# Vicq-sur-Mer
Vicq-sur-Mer – gmina we Francji, w regionie Normandia, w departamencie Manche. W 2013 roku liczba ludności wynosiła 1002 mieszkańców.
Gmina została utworzona 1 stycznia 2016 roku z połączenia czterech ówczesnych gmin: Cosqueville, Gouberville, Néville-sur-Mer oraz Réthoville. Siedzibą gminy została miejscowość Cosqueville.